# Slapany

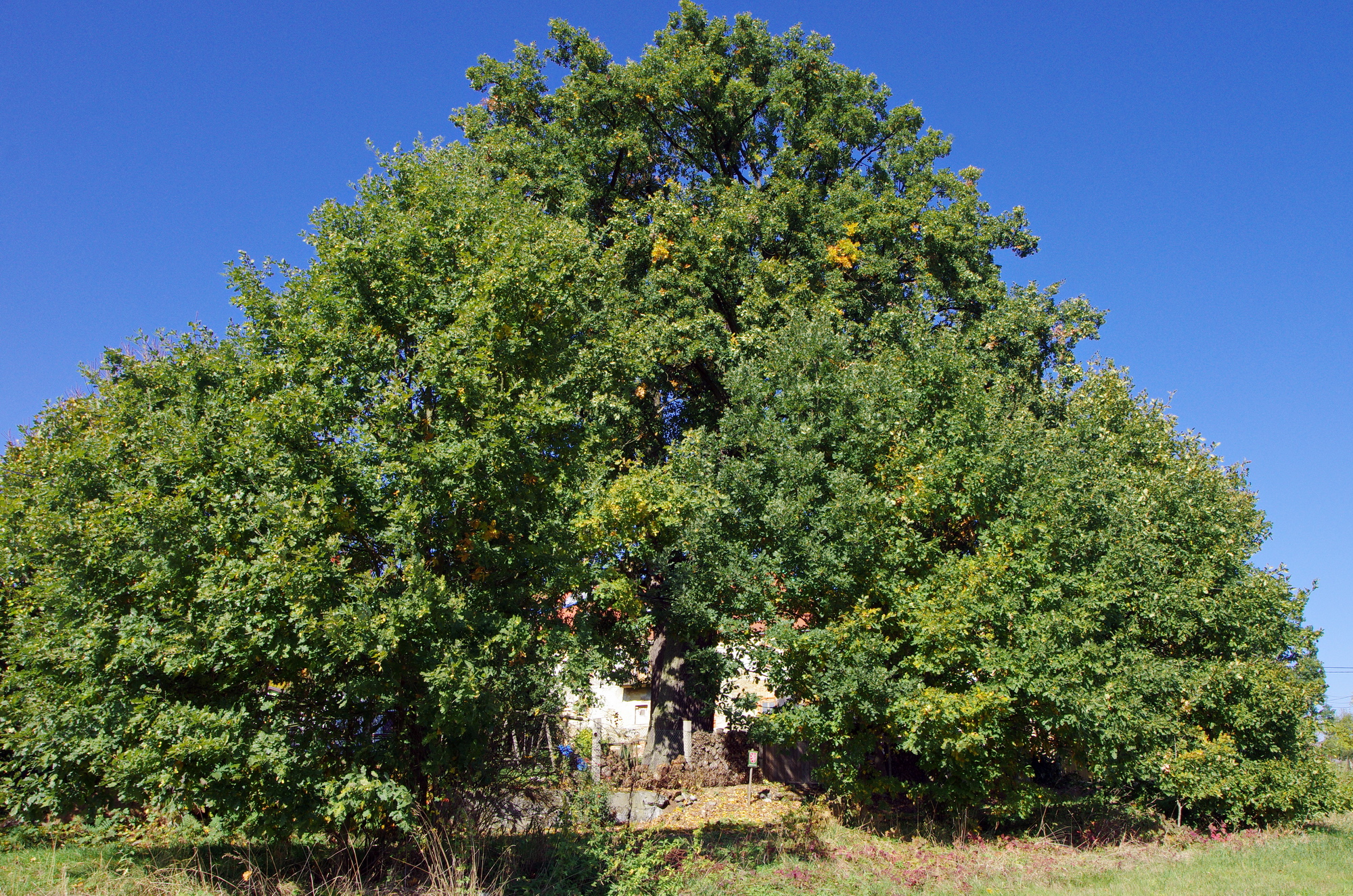
Denkmalbaum in Slapany

Slapany (deutsch Schloppenhof) ist eine Ansiedlung der Stadt Cheb in Tschechien. Sie liegt sechs Kilometer südlich des Stadtzentrums von Cheb auf dem Kataster von Háje u Chebu im Okres Cheb.

## Geographie

### Geographische Lage
Slapany liegt nahe der deutschen Grenze am rechten Ufer der Odrava/Wondreb am Rande des Naturparkes Smrčiny im Fichtelgebirge. Gegen Norden erstreckt sich der Wald Slapanský les. Nordöstlich befindet sich ein großer Steinbruch. Östlich erhebt sich der St. Loretto (516 m) mit der Wallfahrtskirche Maria Loretto, im Südosten der Kostelní vrch (544 m), südwestlich der Hraniční vrch (507 m) und der Mühlbühl (550 m), im Westen der Nachtbühl (515 m) sowie nordwestlich  die Pískoviště (516 m) und der U Lomu (515 m). Linksseitig der Odrava verläuft auf der Trasse der stillgelegten Bahnstrecke Wiesau–Eger ein Radwanderweg ins bayerische Hundsbach.

### Ortsgliederung
Slapany bildet eine Grundsiedlungseinheit der Stadt Cheb. und ist Teil des Katastralbezirkes Háje u Chebu.

### Nachbargemeinden
Nachbarorte sind Hechtova Mýť, Háje und Podhrad im Norden, Velká Všeboř und Malá Všeboř im Nordosten, Nový Hrozňatov im Osten, Starý Hrozňatov und Kozly im Südosten, Querenbach und Hatzenreuth im Süden, Mammersreuth, Waldsassen und Mitterhof im Südwesten, Schloppach, Hundsbach und Egerteich im Westen sowie Svatý Křiž im Nordwesten. Die Dörfer Krásná Lípa (westlich) und Stráž u Chebu (nordwestlich) wurden in den 1950er Jahren abgerissen.

## Geschichte
Das Gut Schloppenhof entstand im 14. Jahrhundert. Im Jahre 1629 erwarb der Egerer Bürgermeister Adam Schmidel von Seeberg das Gut. Die Patrizierfamilie Schmidel von Seeberg auf Schloppenhof und Scheibenreuth hielt das Gut bis 1703. Nachfolgende Besitzer waren die Familien Martiniz, Schönstädten und Werner. Der Egerer Bürgermeister Werner verkaufte in der zweiten Hälfte des 18. Jahrhunderts die westliche Hälfte des mit Schloppenhof verbundenen Gutes Wildenhof als Dominikalgut an den Bauern Haberer. Bis zum Beginn des 19. Jahrhunderts blieb Schloppenhof eine unbedeutende bäuerliche Ansiedlung. Nachdem der Fabrikant Bachmayer gegenüber dem Dorf am linken Ufer der Wondreb eine Spinnfabrik mit 40 Spinnmaschinen errichtet hatte, erweiterte sich der Ort auch auf das andere Flussufer. Im Jahre 1837 erwarben Johann Wilhelm Diehl, Gottlieb Bayer u. Co. die Baumwollspinnerei.
Nach der Aufhebung der Patrimonialherrschaften bildete Schlopenhof ab 1850 einen Ortsteil der Gemeinde Gehaag im Bezirk und Gerichtsbezirk Eger. Am U Lomu betrieb die Stadt Eger einen Basaltsteinbruch. Pfarrort war Wies. Im Jahre 1863 begann die AG der Bayerischen Ostbahnen mit dem Bau der Bahnstrecke Waldsassen–Eger, die hinter der Spinnerei über die Felder führte. 1865 wurde der Bahnverkehr aufgenommen, die Züge verkehrten jedoch ohne Zwischenhalt zwischen den beiden Städten. Die Vigogne-Spinnerei von Emil Schmidt & Co. wurde in der zweiten Hälfte des 19. Jahrhunderts zum größten Arbeitgeber in der ländlichen Region südlich von Eger. Außerdem gab es im Ort eine Brauerei, eine Mühle, ein Basaltwerk und einen Schlachthof. 1893 wurde östlich von Schönlind der Bahnhof Schloppenhof eingerichtet. Am 3. März 1898 nahm in Schloppenhof eine Filialschule für die Arbeiterkinder der Fa. Emil Schmidt & Co. den Unterricht auf. Zu Beginn des 20. Jahrhunderts wurde in der Mühle bei Schönlind ein Wasserkraftwerk mit zwei Turbinen eingerichtet; es nahm 1907 den Betrieb auf und versorgte fünf Dörfer in Böhmen, darunter Schloppenhof, und vier in Bayern mit Elektroenergie. 1902 wurde in Schönlind ein Friedhof für die Einwohner von Schönlind, Wies und Schloppenhof angelegt. Im Jahre 1930 hatte Schloppenhof ca. 250 deutschsprachige Einwohner. Ab 1932 wurde die Werksschule in Schloppenhof als einklassige Privatschule weitergeführt, für deren Unterricht ein Schulgeld erhoben wurde. Nach dem Münchner Abkommen wurde das Dorf 1938 dem Deutschen Reich zugeschlagen und gehörte bis 1945 zum Landkreis Eger. 1939 erwarb die Erste Bayerische Basaltstein AG in Steinmühle das Schotterwerk Schloppenhof und pachtete zugleich den Steinbruch nordöstlich des Ortes. Unterricht in der privaten Werksschule wurde noch bis zum Schuljahr 1944/1945 abgehalten. Nach dem Ende des Zweiten Weltkriegs kam Schloppenhof zur Tschechoslowakei zurück und die deutschsprachigen Einwohner wurden vertrieben. Der Bahnverkehr nach Waldsassen wurde im Mai 1945 eingestellt. Im Jahre 1946 nahm in der ehemaligen Werksschule eine tschechische Grundschule den Unterricht auf. 1946 erhielt der Ort den tschechischen Namen Slapany. Nach der Machtübernahme durch die Kommunisten wurde 1949 die Straßenverbindung nach Mammersreuth und Egerteich durch Abriss der Brücke über die Wondreb zerstört und Grenzbefestigungsanlagen errichtet. 1951 wurde in Slapany eine Rotte der Grenzwache stationiert. Das Dorf Krásná Lípa wurde bis 1957 devastiert. Die Schule wurde 1967 geschlossen. Im selben Jahre wurde auch der Bahnverkehr zwischen Cheb und Slapany eingestellt, später erfolgte der Abriss des Bahnhofgebäudes. Slapany wurde 1976 zusammen mit Háje nach Cheb eingemeindet. Bis 1990 lag Slapany am Rande des Eisernen Vorhangs, der über 40 Jahre jegliche wirtschaftliche Entwicklung verhinderte.
Am ehemaligen Bahnhof Slapany entstand nach der Samtenen Revolution eine Siedlung, die den Namen Krásná Lípa erhielt. Auf der zugewachsenen Bahntrasse wurde ein Radwanderweg nach Hundsbach angelegt.